# Alpaka
Alpaka je zlitina bakra, niklja in cinka, ki je srebrno-bele barve in odporna proti kemijskemu učinkovanju.
Alpako uporabljajo za izdelavo različnih predmetov: od jedilnega pribora, orožja do strojev.